# Harbledown Island
Harbledown Island är en ö i Kanada.   Den ligger i Regional District of Mount Waddington och provinsen British Columbia, i den sydvästra delen av landet, 3 800 km väster om huvudstaden Ottawa. Arean är 39 kvadratkilometer.
Terrängen på Harbledown Island är lite kuperad. Öns högsta punkt är 353 meter över havet. Den sträcker sig 5,3 kilometer i nord-sydlig riktning, och 13,1 kilometer i öst-västlig riktning.
I omgivningarna runt Harbledown Island växer i huvudsak barrskog. Trakten runt Harbledown Island är nära nog obefolkad, med mindre än två invånare per kvadratkilometer.